# Шульгин, Борис Викторович
Борис Викторович Шульгин (13 [25] июля 1878 — 29 сентября 1953, Брюссель) — генерал-майор, командующий 116-й пехотной дивизией Русской императорской армии, участник Белого движения.

## Биография
Из потомственных дворян Новгородской губернии. Сын действительного статского советника Виктора Ивановича Шульгина и Софии Андреевны Бороздиной.
В 1889 году поступил в Пажеский корпус, по окончании которого в 1897 году выпущен был подпоручиком в лейб-гвардии Преображенский полк. Произведён в поручики 6 декабря 1901 года, в штабс-капитаны — 6 декабря 1905 года, в капитаны — 27 августа 1909 года. 28 апреля 1912 года назначен исправляющим должность начальника Гагринской климатической станции, с оставлением в списках Преображенского полка.
В Первую мировую войну вступил в должности начальника команды конных разведчиков лейб-гвардии Преображенского полка. 30 июля 1915 года произведён в полковники на вакансию. 4 августа 1916 года назначен командиром 13-го Особого пехотного полка, а 23 мая 1917 года — командующим бригадой 3-й Особой пехотной дивизии. 16 сентября 1917 года произведён в генерал-майоры с назначением командующим 116-й пехотной дивизией.
После Октябрьской революции и демобилизации армии вернулся в Петроград. Весной—летом 1918 года был участником антисоветской организации, в это же время его сестра Вера содержала кафе «Goutes» на Кирочной улице, служившее вербовочным пунктом и местом встреч для этой организации. Вера Викторовна Шульгина была арестована Петроградской ЧК 24 августа 1918 года и расстреляна 13 декабря того же года.
Летом 1918 года генерал-майор Шульгин выехал на Юг России, был членом монархического союза «Наша Родина» в Киеве. Затем участвовал в Белом движении в составе ВСЮР и Русской армии Врангеля, до 20 августа 1920 года был командиром гвардейской бригады.
В эмиграции в Бельгии. Скончался в 1953 году близ Брюсселя. Был женат.

## Награды
- Орден Святого Станислава 3-й ст. (ВП 29.05.1906)
- Орден Святой Анны 3-й ст. (1906)
- Орден Святого Станислава 2-й ст. (ВП 6.12.1910)
- Орден Святой Анны 2-й ст. с мечами (ВП 28.10.1914)
- Орден Святого Владимира 4-й ст. с мечами и бантом (ВП 12.02.1915)
- мечи и бант к ордену Св. Станислава 3-й ст. (ВП 30.04.1915)
- мечи и бант к ордену Св. Анны 3-й ст. (ВП 15.09.1915)
- Орден Святого Владимира 3-й ст. с мечами (ВП 19.04.1916)